# Comtat de Fiònia
El comtat de Fiònia (danès Fyns Amt) fou un antic comtat (danès, amt) al centre de Dinamarca, que comprenia les illes de Fiònia, Langeland, Tåsinge, Ærø,i unes altres 90, de les quals només 25 són habitades.
El comtat fou creat l'1 d'abril del 1970, amb els antics comtats d'Odense i Svendborg. L'1 de gener del 2007, el comtat fou abolit i passà a formar part de la nova Regió de Syddanmark (i.e. Dinamarca Meridional).

## Municipis (1970-2006)
Els antics municipis que formaven part del comtat eren:
| - Assens - Bogense - Broby - Egebjerg - Ejby - Faaborg - Glamsbjerg - Gudme - Haarby - Kerteminde - Langeskov - Middelfart - Munkebo - Nyborg - Nørre Aaby | - Odense - Otterup - Ringe - Rudkøbing - Ryslinge - Svendborg - Sydlangeland - Søndersø - Tommerup - Tranekær - Ullerslev - Vissenbjerg - Ørbæk - Ærø (format l'1 de gener del 2006, de la unió dels de Marstal i Ærøskøbing) - Årslev - Aarup |